# Mirrors (Sandra)
Mirrors è il secondo album della cantante tedesca Sandra, pubblicato il 26 agosto 1986 dall'etichetta discografica Virgin.
Dall'album, prodotto da Michael Cretu, sono stati estratti i singoli Innocent Love, Hi! Hi! Hi!, Loreen e Midnight Man.

## Tracce
CD (Virgin 257 915-225 [de] / EAN 5012981915124)
LP (Virgin 207 915-630)
CD (EMI 0777 7 86965 2 0 (EMI)
1. The Second Day - 0:37
2. Don't Cry (The Breakup of the World) - 4:49
3. Hi! Hi! Hi! - 4:08
4. Midnight Man - 3:04
5. You'll Be Mine - 4:33
6. Innocent Love - 5:23
7. Two Lovers Tonight - 3:45
8. Mirror of Love - 4:13
9. Loreen 4:17

## Classifiche
| Classifica (1986) | Posizione raggiunta |
| ----------------- | ------------------- |
| Svizzera          | 13                  |
| Norvegia          | 14                  |
| Germania          | 16                  |
| Svezia            | 40                  |